# Смит, Эдвин
Э́двин Смит (1822, Бриджпорт — 27 апреля 1906) — американский египтолог и коллекционер древностей, чьё имя носит один из древнеегипетских папирусов по медицине — папирус Эдвина Смита.
Эдвин Смит родился в Бриджпорте (штат Коннектикут) и жил в Египте во второй половине XIX века. В 1862 году он временно владел медицинским папирусом, который был продан Георгу Эберсу в 1873 году и был опубликован Эберсом в 1875 году. И стал известен, таким образом, как папирус Эберса.
В 1862 году Смит также приобрёл папирус, который сейчас носит его имя, от продавца по имени Мустафа Ага в Луксоре. Смиту не хватало знания языка, чтобы перевести папирус. Эту задачу удалось осуществить Джеймсу Генри Брестеду, с помощью доктора Арно Б. Лукхардта, профессора физиологии, что привело к публикации перевода в 1930 году.
Эдвин Смит умер в 1906 году.

## Список литературы
- Marshall Clagett. Ancient Egyptian Science: A Source Book.
- James Henry Breasted (Editor) The Edwin Smith Surgical Papyrus: Hieroglyphic Transliteration, Translation and Commentary. New-York Historical Society, 1922.